# Avertissement encadré

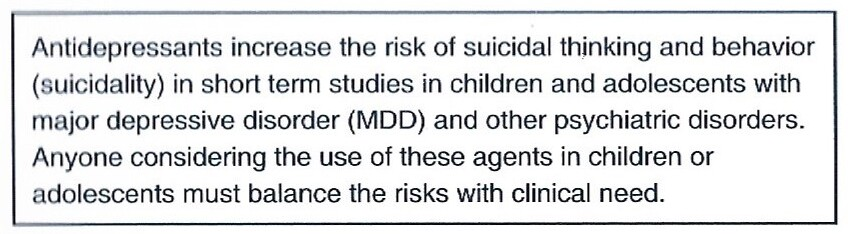
Un avertissement encadré sur un emballage de desvenlafaxine aux États-Unis.

Aux États-Unis, un avertissement encadré - en anglais, « boxed warning » - (ou parfois « avertissement de boîte noire,  « black box warning ») est un type d'avertissement qui apparaît au début de la notice de certains médicaments sur ordonnance.

## Règlementation
L'avertissement encadré est appelé ainsi parce que la Food and Drug Administration des États-Unis précise qu'il est formaté avec une « boîte » ou une bordure autour du texte pour le souligner est de la plus haute importance. La FDA peut exiger d’une société pharmaceutique qu’elle place un avertissement encadré. Il s'agit de l'avertissement le plus fort exigé par la FDA et signifie que des études médicales indiquent que le médicament comporte un risque important d'effets indésirables évitables, graves, voire potentiellement mortels. 

## Effet
Les économistes et les médecins ont étudié les effets des avertissements encadrés de la FDA sur les modèles de prescription. Il n'est pas nécessairement vrai qu'un médecin et un patient auront une conversation sur l'avertissement encadré d'un médicament après sa publication. Par exemple, un avertissement encadré mandaté par la FDA a réduit la consommation de rosiglitazone de 70%, mais cela signifie quand même que 4 millions de personnes aux É-U ont reçu le médicament. Des recherches ultérieures ont indiqué qu'après avoir reçu un avis de la FDA, il y avait une diminution de l'utilisation de la rosiglitazone, en raison d'un effet combiné de l'exposition médiatique, des avis et des publications scientifiques, alors que la pioglitazone (avec un avis similaire mais moins d'exposition médiatique) n'a pas diminué de la même manière.